# Округ Грили (Небраска)
Округ Грили (енгл. Greeley County) је округ у америчкој савезној држави Небраска.

## Демографија
По попису из 2010. године број становника је 2.538, што је 176 (-6,5%) становника мање него 2000. године.
| Група             | 2000.         | 2010.         |
| Белци             | 2.657 (97,9%) | 2.451 (96,6%) |
| Афроамериканци    | 18 (0,7%)     | 16 (0,6%)     |
| Азијати           | 2 (0,1%)      | 2 (0,1%)      |
| Хиспаноамериканци | 23 (0,8%)     | 51 (2,0%)     |
| Укупно            | 2.714         | 2.538         |